# 好井正信
好井 正信（よしい まさのぶ）は、日本の外交官。パース総領事を経て、駐モルドバ特命全権大使。

## 人物・経歴
香川県出身。1978年神戸商科大学（現兵庫県立大学）商経学部経済学科卒業、外務省入省。在トリニダード・トバゴ日本国大使館参事官を経て、2013年外務省大臣官房総務課地方連携推進室長。2015年パース総領事。2016年から駐モルドバ特命全権大使として、モルドバ常駐の初代特命全権大使を務めた。2017年には供与額5億円の無償資金協力に関する書簡の交換を行った。